# Gastronomía de Groenlandia

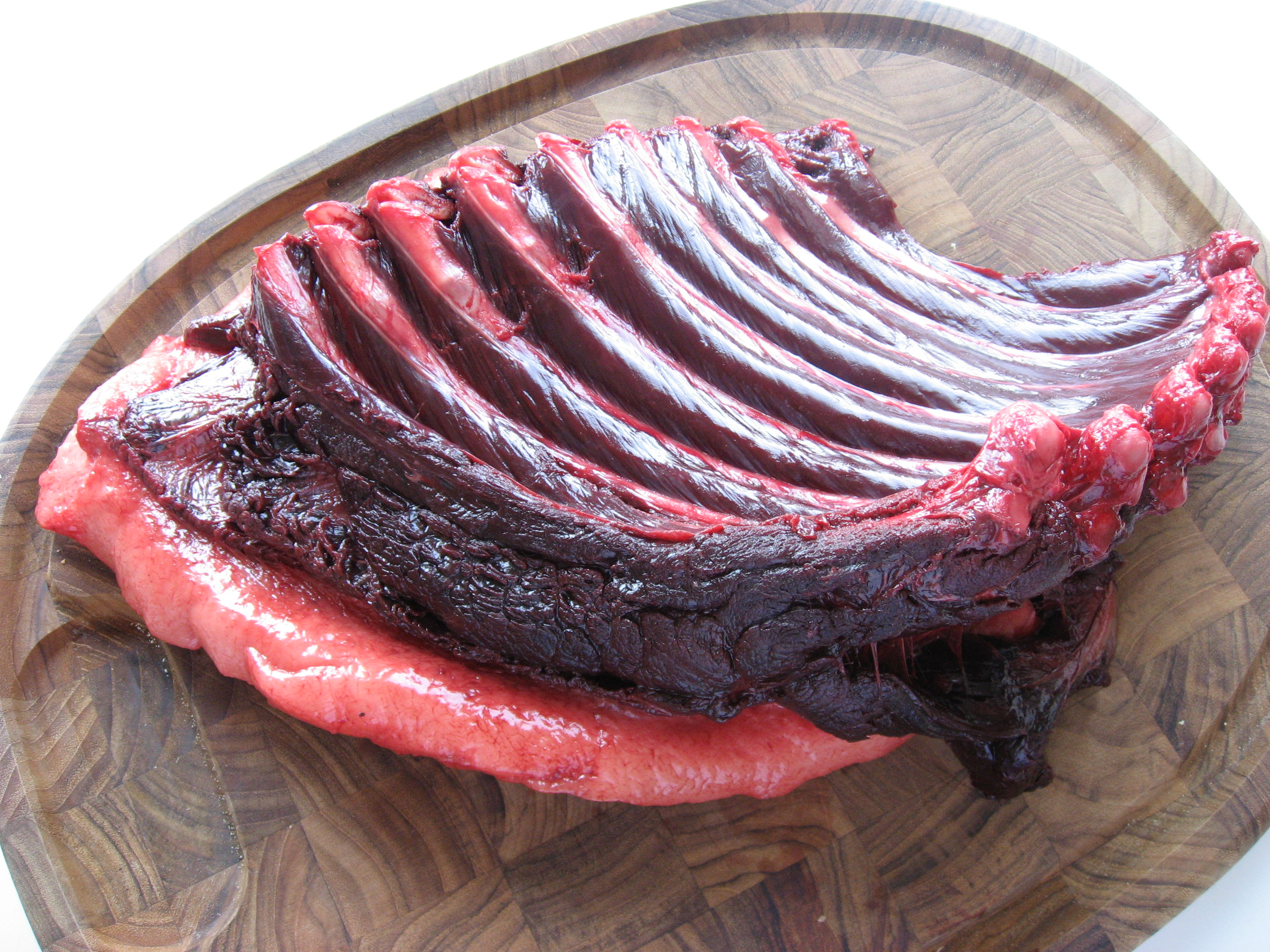
Carne de foca de groenlandia (Pagophilus groenlandicus), cazada en Upernavik, Groenlandia

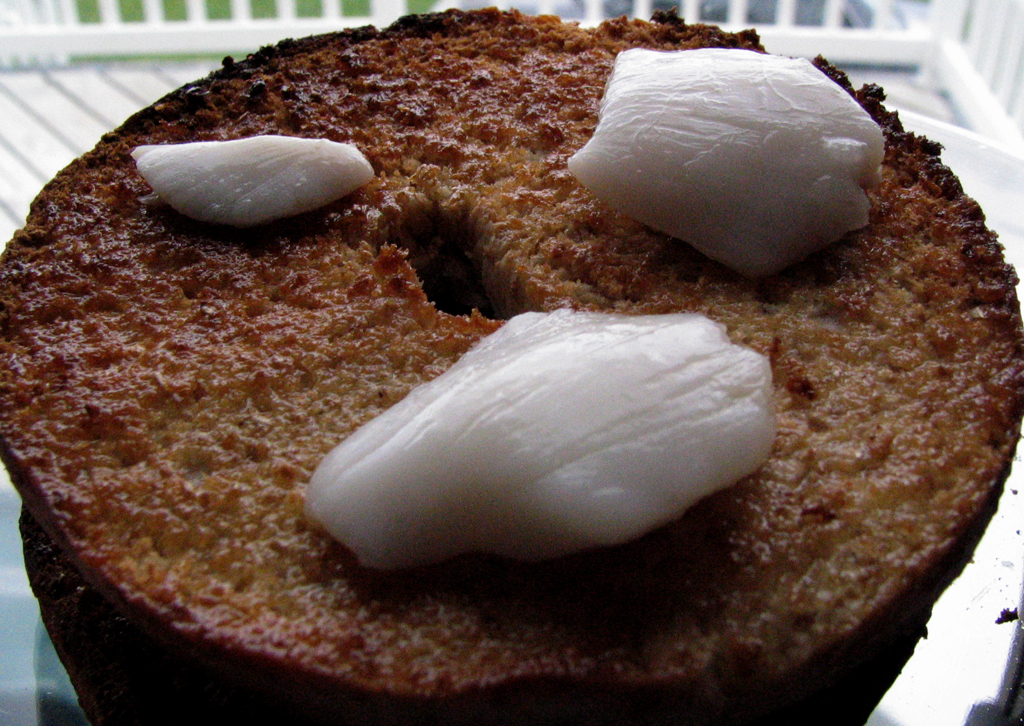
Trozos del pescado Reinhardtius hippoglossoides en un pan tostado

La cocina groenlandesa es poco variada debido a la situación geográfica de Groenlandia. La carne de foca y de ballena son la base de la alimentación de los inuit y, además de gambas y pescados, también consumen carne de reno (caribú), de buey almizclero y aves, por lo que, en general, el aporte en proteínas es importante. Desde la colonización del país y la llegada del comercio internacional, la cocina groenlandesa ha sido, cada vez más, influenciada por la cocina danesa y la canadiense.
Durante el verano, cuando el clima es más suave, suelen comer al aire libre.

## Platos típicos
El plato nacional de Groenlandia es el suaasat, sopa tradicional groenlandesa. Se suele cocinar con foca, ballena, reno o aves marinas e incluir cebollas y patatas. Se sazona con sal y pimienta o laurel. A menudo la espesan con arroz o con agua de cebada, que la consiguen poniendo la cebada en remojo durante la noche anterior para que suelte el almidón que contiene.

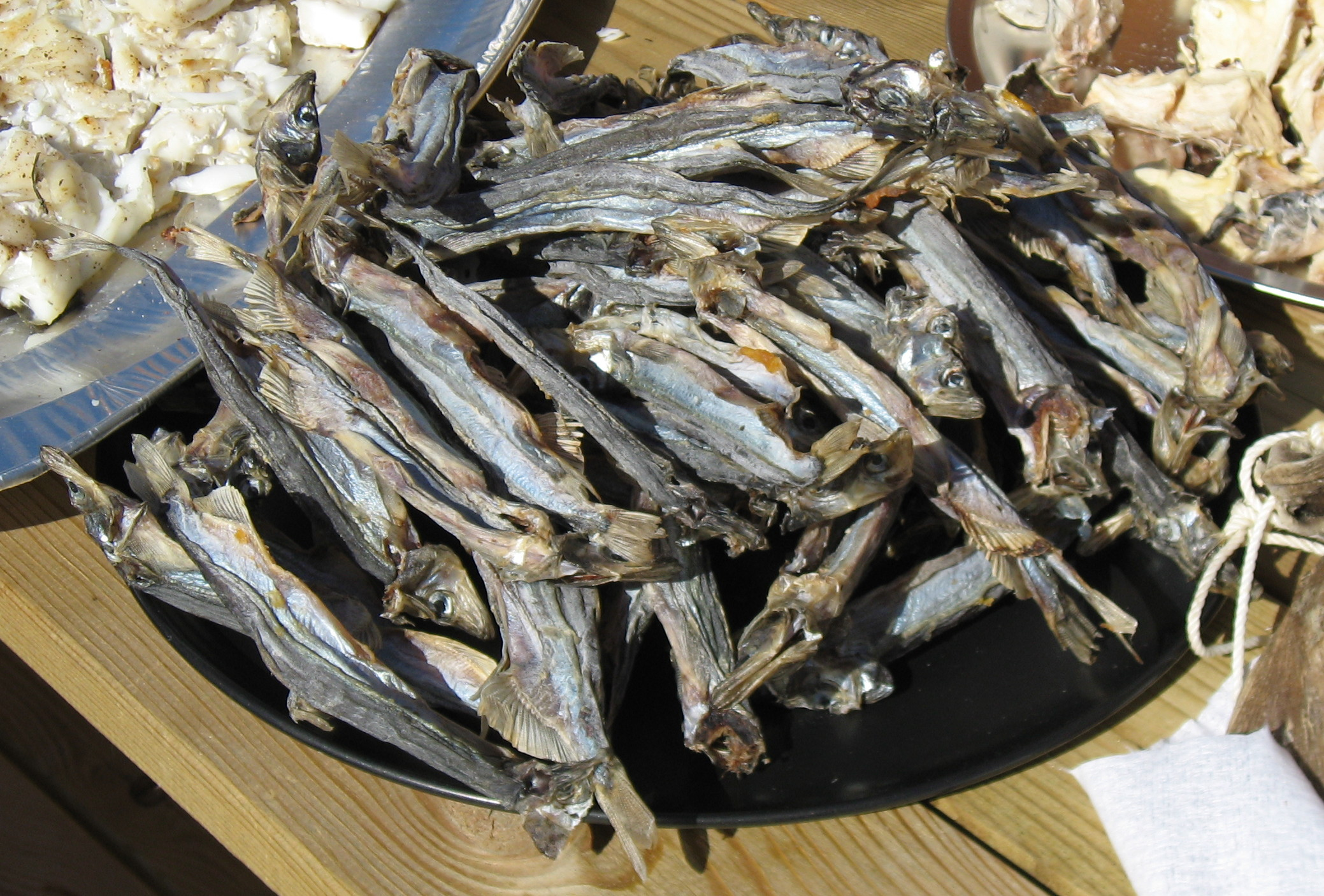
Capelín seco (Mallotus villosus) (o ammassat)

## Suministro de alimentos

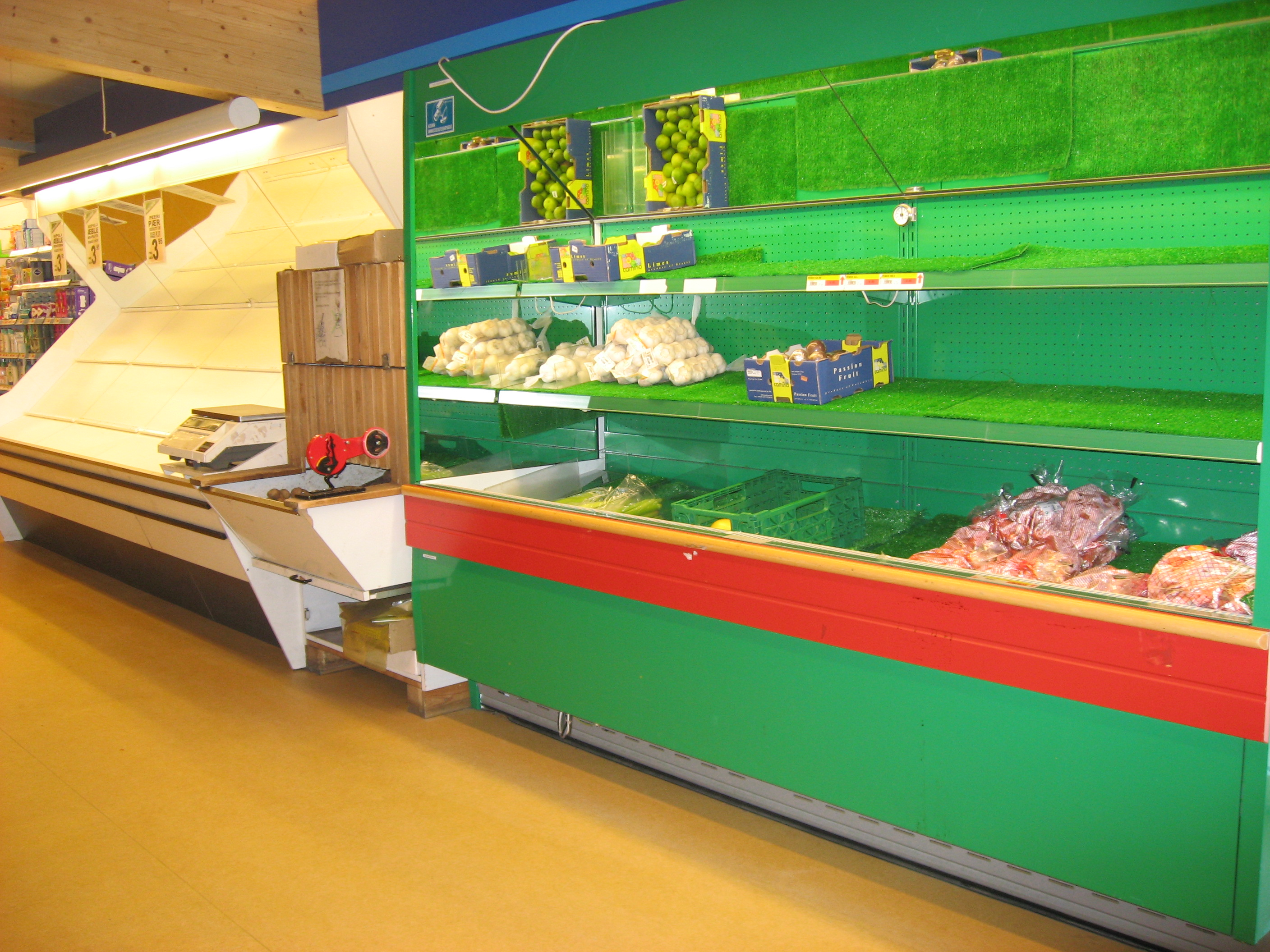
Sección de productos, de la única tienda de comestibles en Upernavik, Groenlandia.

Hasta 1980 los alimentos de origen animal eran el componente mayoritario de la dieta de los inuit, pero en la actualidad las tiendas de comestibles ofrecen también café, té, galletas, patatas fritas y otros alimentos. La diversidad de frutas y verduras frescas varía mucho durante el año, de modo que en los períodos en los que los suministros pueden llegar por vía marítima (aproximadamente entre mayo y noviembre) la variedad es mucho mayor que durante el período invernal, cuando solo se pueden entregar por avión.